# Llista d'asteroides/183401-183500
| Nom      | Designació provisional | Data de descobriment   | Lloc de descobriment | Descobridor/s          |
| -------- | ---------------------- | ---------------------- | -------------------- | ---------------------- |
| 183401 - | 2002 XM109             | 6 de desembre de 2002  | Socorro              | LINEAR                 |
| 183402 - | 2002 XY111             | 6 de desembre de 2002  | Socorro              | LINEAR                 |
| 183403 - | 2002 XW115             | 11 de desembre de 2002 | Apache Point         | SDSS                   |
| 183404 - | 2002 YO                | 27 de desembre de 2002 | Anderson Mesa        | LONEOS                 |
| 183405 - | 2002 YE4               | 30 de desembre de 2002 | Nogales              | Tenagra II             |
| 183406 - | 2002 YK6               | 28 de desembre de 2002 | Anderson Mesa        | LONEOS                 |
| 183407 - | 2002 YU6               | 28 de desembre de 2002 | Anderson Mesa        | LONEOS                 |
| 183408 - | 2002 YM8               | 31 de desembre de 2002 | Socorro              | LINEAR                 |
| 183409 - | 2002 YV13              | 31 de desembre de 2002 | Socorro              | LINEAR                 |
| 183410 - | 2002 YS17              | 31 de desembre de 2002 | Socorro              | LINEAR                 |
| 183411 - | 2002 YA19              | 31 de desembre de 2002 | Socorro              | LINEAR                 |
| 183412 - | 2002 YF20              | 31 de desembre de 2002 | Socorro              | LINEAR                 |
| 183413 - | 2002 YN20              | 31 de desembre de 2002 | Socorro              | LINEAR                 |
| 183414 - | 2002 YY29              | 31 de desembre de 2002 | Socorro              | LINEAR                 |
| 183415 - | 2003 AH2               | 2 de gener de 2003     | Socorro              | LINEAR                 |
| 183416 - | 2003 AD5               | 1 de gener de 2003     | Socorro              | LINEAR                 |
| 183417 - | 2003 AE5               | 1 de gener de 2003     | Socorro              | LINEAR                 |
| 183418 - | 2003 AY6               | 2 de gener de 2003     | Socorro              | LINEAR                 |
| 183419 - | 2003 AC12              | 1 de gener de 2003     | Socorro              | LINEAR                 |
| 183420 - | 2003 AU14              | 2 de gener de 2003     | Anderson Mesa        | LONEOS                 |
| 183421 - | 2003 AX17              | 5 de gener de 2003     | Anderson Mesa        | LONEOS                 |
| 183422 - | 2003 AF20              | 5 de gener de 2003     | Socorro              | LINEAR                 |
| 183423 - | 2003 AR20              | 5 de gener de 2003     | Socorro              | LINEAR                 |
| 183424 - | 2003 AC22              | 5 de gener de 2003     | Socorro              | LINEAR                 |
| 183425 - | 2003 AL23              | 4 de gener de 2003     | Socorro              | LINEAR                 |
| 183426 - | 2003 AM24              | 4 de gener de 2003     | Socorro              | LINEAR                 |
| 183427 - | 2003 AD25              | 4 de gener de 2003     | Socorro              | LINEAR                 |
| 183428 - | 2003 AD29              | 4 de gener de 2003     | Socorro              | LINEAR                 |
| 183429 - | 2003 AW35              | 7 de gener de 2003     | Socorro              | LINEAR                 |
| 183430 - | 2003 AG55              | 5 de gener de 2003     | Socorro              | LINEAR                 |
| 183431 - | 2003 AA58              | 5 de gener de 2003     | Socorro              | LINEAR                 |
| 183432 - | 2003 AH61              | 7 de gener de 2003     | Socorro              | LINEAR                 |
| 183433 - | 2003 AT62              | 8 de gener de 2003     | Socorro              | LINEAR                 |
| 183434 - | 2003 AL63              | 8 de gener de 2003     | Socorro              | LINEAR                 |
| 183435 - | 2003 AB65              | 7 de gener de 2003     | Socorro              | LINEAR                 |
| 183436 - | 2003 AH65              | 7 de gener de 2003     | Socorro              | LINEAR                 |
| 183437 - | 2003 AK65              | 7 de gener de 2003     | Socorro              | LINEAR                 |
| 183438 - | 2003 AF68              | 8 de gener de 2003     | Socorro              | LINEAR                 |
| 183439 - | 2003 AC72              | 10 de gener de 2003    | Socorro              | LINEAR                 |
| 183440 - | 2003 AW82              | 8 de gener de 2003     | Bergisch Gladbach    | W. Bickel              |
| 183441 - | 2003 AK84              | 11 de gener de 2003    | Goodricke-Pigott     | R. A. Tucker           |
| 183442 - | 2003 AL90              | 5 de gener de 2003     | Socorro              | LINEAR                 |
| 183443 - | 2003 AZ91              | 7 de gener de 2003     | Socorro              | LINEAR                 |
| 183444 - | 2003 AN94              | 10 de gener de 2003    | Socorro              | LINEAR                 |
| 183445 - | 2003 BE3               | 24 de gener de 2003    | La Silla             | A. Boattini, H. Scholl |
| 183446 - | 2003 BT7               | 26 de gener de 2003    | Kitt Peak            | Spacewatch             |
| 183447 - | 2003 BV8               | 26 de gener de 2003    | Anderson Mesa        | LONEOS                 |
| 183448 - | 2003 BY10              | 26 de gener de 2003    | Anderson Mesa        | LONEOS                 |
| 183449 - | 2003 BU12              | 26 de gener de 2003    | Haleakala            | NEAT                   |
| 183450 - | 2003 BL18              | 27 de gener de 2003    | Socorro              | LINEAR                 |
| 183451 - | 2003 BV18              | 26 de gener de 2003    | Palomar              | NEAT                   |
| 183452 - | 2003 BF20              | 27 de gener de 2003    | Anderson Mesa        | LONEOS                 |
| 183453 - | 2003 BK22              | 25 de gener de 2003    | Palomar              | NEAT                   |
| 183454 - | 2003 BK24              | 25 de gener de 2003    | Palomar              | NEAT                   |
| 183455 - | 2003 BO30              | 27 de gener de 2003    | Socorro              | LINEAR                 |
| 183456 - | 2003 BY33              | 25 de gener de 2003    | Palomar              | NEAT                   |
| 183457 - | 2003 BC35              | 27 de gener de 2003    | Socorro              | LINEAR                 |
| 183458 - | 2003 BU42              | 29 de gener de 2003    | Palomar              | NEAT                   |
| 183459 - | 2003 BL46              | 29 de gener de 2003    | Socorro              | LINEAR                 |
| 183460 - | 2003 BT52              | 27 de gener de 2003    | Anderson Mesa        | LONEOS                 |
| 183461 - | 2003 BU54              | 27 de gener de 2003    | Palomar              | NEAT                   |
| 183462 - | 2003 BM56              | 28 de gener de 2003    | Haleakala            | NEAT                   |
| 183463 - | 2003 BH60              | 27 de gener de 2003    | Haleakala            | NEAT                   |
| 183464 - | 2003 BO60              | 27 de gener de 2003    | Palomar              | NEAT                   |
| 183465 - | 2003 BL72              | 28 de gener de 2003    | Palomar              | NEAT                   |
| 183466 - | 2003 BE74              | 29 de gener de 2003    | Palomar              | NEAT                   |
| 183467 - | 2003 BP75              | 29 de gener de 2003    | Palomar              | NEAT                   |
| 183468 - | 2003 BQ76              | 29 de gener de 2003    | Palomar              | NEAT                   |
| 183469 - | 2003 BF81              | 31 de gener de 2003    | Socorro              | LINEAR                 |
| 183470 - | 2003 BH82              | 31 de gener de 2003    | Socorro              | LINEAR                 |
| 183471 - | 2003 BM86              | 25 de gener de 2003    | Anderson Mesa        | LONEOS                 |
| 183472 - | 2003 BV87              | 27 de gener de 2003    | Socorro              | LINEAR                 |
| 183473 - | 2003 BD88              | 27 de gener de 2003    | Socorro              | LINEAR                 |
| 183474 - | 2003 CB1               | 1 de febrer de 2003    | Socorro              | LINEAR                 |
| 183475 - | 2003 CK2               | 1 de febrer de 2003    | Socorro              | LINEAR                 |
| 183476 - | 2003 CR13              | 4 de febrer de 2003    | Anderson Mesa        | LONEOS                 |
| 183477 - | 2003 CD18              | 8 de febrer de 2003    | Socorro              | LINEAR                 |
| 183478 - | 2003 CR19              | 7 de febrer de 2003    | Palomar              | NEAT                   |
| 183479 - | 2003 DL5               | 19 de febrer de 2003   | Palomar              | NEAT                   |
| 183480 - | 2003 DP5               | 19 de febrer de 2003   | Palomar              | NEAT                   |
| 183481 - | 2003 DR5               | 19 de febrer de 2003   | Palomar              | NEAT                   |
| 183482 - | 2003 DE12              | 25 de febrer de 2003   | Campo Imperatore     | CINEOS                 |
| 183483 - | 2003 DS12              | 26 de febrer de 2003   | Campo Imperatore     | CINEOS                 |
| 183484 - | 2003 DZ14              | 25 de febrer de 2003   | Campo Imperatore     | CINEOS                 |
| 183485 - | 2003 DY18              | 21 de febrer de 2003   | Palomar              | NEAT                   |
| 183486 - | 2003 DX21              | 28 de febrer de 2003   | Socorro              | LINEAR                 |
| 183487 - | 2003 ES3               | 6 de març de 2003      | Palomar              | NEAT                   |
| 183488 - | 2003 ET6               | 6 de març de 2003      | Anderson Mesa        | LONEOS                 |
| 183489 - | 2003 EJ18              | 6 de març de 2003      | Anderson Mesa        | LONEOS                 |
| 183490 - | 2003 EQ18              | 6 de març de 2003      | Anderson Mesa        | LONEOS                 |
| 183491 - | 2003 EU21              | 6 de març de 2003      | Socorro              | LINEAR                 |
| 183492 - | 2003 EH25              | 6 de març de 2003      | Anderson Mesa        | LONEOS                 |
| 183493 - | 2003 EB29              | 6 de març de 2003      | Socorro              | LINEAR                 |
| 183494 - | 2003 EM35              | 7 de març de 2003      | Socorro              | LINEAR                 |
| 183495 - | 2003 EK37              | 8 de març de 2003      | Anderson Mesa        | LONEOS                 |
| 183496 - | 2003 EF38              | 8 de març de 2003      | Anderson Mesa        | LONEOS                 |
| 183497 - | 2003 EH46              | 7 de març de 2003      | Anderson Mesa        | LONEOS                 |
| 183498 - | 2003 EN47              | 9 de març de 2003      | Socorro              | LINEAR                 |
| 183499 - | 2003 ES61              | 6 de març de 2003      | Socorro              | LINEAR                 |
| 183500 - | 2003 FV2               | 24 de març de 2003     | Haleakala            | NEAT                   |